# 蛀蟲米
蛀蟲米（1998年12月—），香港藝術創作者，YouTuber，演員，配音員。她於2021年開始在YouTube上發布影片，主要一身全黑裝扮及其紅色小丑鼻子。頻道圍繞佛學、哲學，及個人生活感悟。

## 簡歷
大學二年級時，蛀蟲米聽聞佛學科容易「靚Grade」(高分) ，逐選修了其入門課。據蛀蟲米所述，佛法讓她走出喪母之痛，還有長久以來封閉內心、不懂得在世間自處的窘困，也使她對於生命、人性、存在、靈性有更透徹的了解。
蛀蟲米畢業於香港大學文學院後，獲獎學金修讀香港大學佛學研究中心的佛學碩士課程，同時身兼另一學院的助教一職。
2021年中，蛀蟲米於鄧樹榮戲劇工作室修畢兩年制專業形體戲劇青年訓練課程。受戲劇老師一句「有能力的藝術創作者，要讓人看得見」啟發，蛀蟲米於同年7月報名參加《全民造星IV》，並落選。同年11月，蛀蟲米正式創建YouTube頻道，開始穩定更新。兩年後，蛀蟲米開始修讀香港大學佛法輔導碩士學位課程。在學期間，蛀蟲米開始到大專院校、中小學，及政府機構演講，分享有關情緒健康及處理壓力的方法，並舉辦工作坊。

## 外部連結
- 蛀蟲米的YouTube頻道
- 蛀蟲米的Instagram帳號
- 蛀蟲米的Facebook專頁